# 危険な年
『危険な年』（原題：The Year of Living Dangerously）は、1982年のオーストラリア映画。監督はピーター・ウィアー。
1965年、スカルノ政権末期のインドネシアで、放送局の特派員と英国大使館の秘書が恋に落ち、国家的動乱に巻き込まれていく様を描く。男性カメラマン役を演じたリンダ・ハントがアカデミー助演女優賞を男性役で受賞した。

## ストーリー
1965年春、スカルノ政権末期のインドネシア。共産党（PKI）や反体制勢力が力を持ち始め、20年間も独裁権力をほしいままにしてきたスカルノも、政権の座をおびやかされていた。
オーストラリアの放送局員ガイ・ハミルトン（メル・ギブソン）が特派員としてジャカルタにやって来る。ハミルトンはホテルでワシントン・ポストのカーティス（マイケル・マーフィー）、ヘラルド紙のウォーリー（ノエル・フェリアー）、フリーのカメラマン：ビリー・クワン（リンダ・ハント：男性役）と会う。クワンはハミルトンに好意を示し、彼のために共産党のリーダー、アイディットへの独占インタビューを段取りし、成功させる。その記事はハミルトンのスクープとして高く評価される。
ホテルのプールサイドで、ハミルトンはクワンに英国大使館のヘンダーソン（ビル・カー）とその秘書ジル・ブライアント（シガニー・ウィーヴァー）を紹介される。ジルは二週間後にロンドンに帰る予定だった。ジルとハミルトンは、お互いにひかれて行く。
街には反体制のデモ隊が溢れ、ハミルトンはクワンと運転手クマールを伴い取材に出かけたが、足にケガをしてしまい、クワンの家で手当てを受ける。危険な目に遭いながらも、貧困と内戦に苦しむ国民の現状を目の当たりにしたハミルトンは、心を痛めるのだった。
ある日、ハミルトンはクマールを連れて港に出かける。しかし彼が車で眠っている間に、クマールはジャワの田舎へ彼を連れていってしまう。そこで初めて、クマールとその妻タイガー・リリィがPKIのメンバーであることを知らされる。
冒頭ではスカルノ政権を肯定していたクワンだったが、子供の死を受けスカルノ批判に一転、警官隊に追いつめられ、ホテルの窓に横断幕を掲げてハチの巣にされ、劇的な死を遂げる。
ハミルトンとジルは、クワンが長年集めた情報ファイルを守るため、彼のバンガローに向かう。警官に追われた二人は、空港での再会を約して別れるが、間もなく、スカルノ失脚のニュースが伝えられる（1965年9月30日事件）。共産党のクーデター失敗に乗じて政権を奪取した軍部の共産党狩りが始まり、戒厳令が敷かれる中、ハミルトンは検問を通り抜けて、ジルの待つ空港にかけつけ、ふたりは再会する。

## キャスト
- メル・ギブソン（ガイ・ハミルトン Guy Hamilton）
- シガニー・ウィーバー（ジル・ブライアント Gil Bryant）
- リンダ・ハント（ビリー・クワン Billy Kwan）
- マイケル・マーフィー（ピート・カーティス Pete Curtis）
- ノエル・フェリアー（ウォーリー・サリヴァン Wally O'Sullivan）
- ビル・カー（コロレル・ヘンダーソン Colorel Henderson）

## 受賞（ノミネート）
- 第56回アカデミー賞 〈受賞〉助演女優賞 - リンダ・ハント
- 第41回ゴールデングローブ賞 〈ノミネート〉 助演女優賞 - リンダ・ハント
- 第36回カンヌ国際映画祭 〈出品〉コンペティション部門 - ピーター・ウィアー